# 尼尔施泰因
尼尔施泰因（德語：Nierstein，發音：[ˈniːɐ̯ʃtaɪn] ⓘ）是德国莱茵兰-普法尔茨州美因茨-宾根县的城市，面积19.34平方千米，2023年12月31日人口为8,631人。尼尔施泰因位于莱茵河畔，罗马时代就开始种植葡萄，酿造葡萄酒。如今是莱茵河葡萄酒的产区之一。